# Jana Kühl
Jana Kühl (* 1984 in Lübeck) ist eine deutsche Sozialgeographin und Hochschullehrerin. Sie gilt als Mobilitätsexpertin und wurde 2020 auf die deutschlandweit erste Professur für Radverkehrsmanagement an die Ostfalia Hochschule für angewandte Wissenschaften berufen. Ihre Forschungsschwerpunkte liegen auf nachhaltiger Mobilität, städtischen Grünräumen sowie gesellschaftlichen Denk- und Handlungsweisen.

## Werdegang
Jana Kühl wuchs in Bad Schwartau auf und absolvierte von 2004 bis 2009 ein Diplomstudium der Geographie mit den Nebenfächern Soziologie und Öffentliches Recht in Kiel, wo sie im Anschluss als Lehrbeauftragte für Geographie sowie als wissenschaftliche Mitarbeiterin im Bereich Kulturgeographie tätig war. Ab 2010 bis 2012 forschte sie beim Institut für Landes- und Stadtentwicklungsforschung (ILS) in Dortmund auf dem Feld der Regionalisierung.
Ab 2012 forschte sie als wissenschaftliche Mitarbeiterin im Fachgebiet Raumordnung und Planungstheorie an der Fakultät Raumplanung der TU Dortmund. Dort promovierte sie auch 2016 mit einer Arbeit zu städtischem Grün und dessen Bedeutung(en) für urbane Lebensräume, woraus sie Anknüpfungspunkte für eine partizipative Stadtentwicklung entwickelte.
Im Rahmen einer Elternzeitvertretung war sie 2016 beim Nahverkehrsverbund Schleswig-Holstein Referentin für Verkehrsplanung und neue Mobilitätsformen. Parallel bearbeitete sie an der Universität Kiel eine Akzeptanzstudie zum Einsatz nachfragegesteuerter autonom fahrender Busse im ÖPNV für den ländlichen Raum.
Zum 1. November 2020 wurde Jana Kühl auf die vom Bundesministerium für Verkehr und digitale Infrastruktur neu gestiftete, deutschlandweit erste Professur für Radverkehrsmanagement am Institut für Verkehrsmanagement der Ostfalia in Salzgitter berufen.

## Publikationen (Auswahl)
- Faktoren der Wohnstandortwahl. Differenzierung von Wohnstandortanforderungen unterschiedlicher Nachfragegruppen. In: R. Danielzyk, S. Lentz, C. Wiegandt (Hrsg.): Suchst du noch oder wohnst du schon? Wohnen in polyzentrischen Stadtregionen (= Schriften des Arbeitskreises Stadtzukünfte der Deutschen Gesellschaft für Geographie. Band 12). LIT Verlag, Münster 2014, S. 25–44.

- Praktiken und Infrastrukturen gelebter Suffizienz. In: Milad Abassiharofteh, Jessica Baier, Angelina Göb, Insa Thimm, Andreas Eberth, Falco Knaps et al. (Hrsg.): Räumliche Transformation. Prozesse, Konzepte, Forschungsdesigns. (= Akademie für Raumforschung und Landesplanung [Hrsg.]: Forschungsberichte der ARL. Nr. 10). Hannover, urn:nbn:de:0156-0891053.
- Planen für Praktiken. Alltagsbezüge in planerischen Abwägungen am Beispiel von urbanem Grün. In: Raumforschung und Raumordnung | Spatial Research and Planning. Nr. 77(2), 2019, S. 131–145, doi:10.2478/rara-2019-0017.
- Dissertation Jana Kühl: Grün im städtischen Alltag. Rekonstruktion alltäglicher Raumproduktionen und Anknüpfungen für eine partizipative Stadtentwicklung. Dortmund 2016